# Булискерия, Имена Бадраевна
Имена Бадраевна Булискерия — советский хозяйственный, государственный и политический деятель, Герой Социалистического Труда.
Младшая сестра Героя Социалистического Труда Калистрата Бадраевича Булискерии. 

## Биография
Родилась в 1929 году на территории современной Абхазии.
С 1947 года — на хозяйственной, общественной и политической работе. В 1947—1984 гг. — колхозница колхоза имени Ленина Окумского сельсовета Гальского района Абхазской АССР Грузинской ССР, собрала урожай сортового зелёного чайного листа 6322 килограмма на площади 0,5 гектара, колхозница села Руха Зугдидского района Грузинской ССР.
Указом Президиума Верховного Совета СССР от 29 августа 1949 года удостоена звания Героя Социалистического Труда за «получение высоких урожаев сортового зелёного чайного листа и цитрусовых плодов в 1948 году» с вручением ордена Ленина и золотой медали «Серп и Молот» (№ 4485).
Этим же Указом званием Героя Социалистического Труда были награждены председатель колхоза имени Ленина Окумского сельсовета Георгий Гуджаевич Джгубурия, агроном Кирилл Твириевич Самушия, бригадир Калистрат Бадраевич Булискерия, звеньевые Лаисо Герасимовна Булискерия, Сарамида Розановна Джумутия, колхозницы Дзика Дзикуевна Ахвледиани, Жити Несторовна Булискерия, Люба Сикоевна Булискерия и Ала Датуевна Шаматава.
Избиралась депутатом Верховного Совета СССР 5-го созыва.